# قسم قهاب صرصر الريفي (مقاطعة دامغان)
قسم قهاب صرصر الريفي (بالفارسية: دهستان قهاب صرصر) هي قسم تقع في إيران في سمنان. يقدر عدد سكانها بـ 1,559 نسمة .